# 孙处约
孙处约（603年—671年6月15日），字茂道，后为避武则天父武士彟讳，改以字行，汝州郏城人，祖籍千乘乐安。唐朝官员，唐高宗年间短暂拜为宰相。

## 生平

### 唐太宗年间
孙处约曾和高智周、郝处俊、来济一同投靠江都石仲览。石仲览要四个人谈谈自己所期望的事。高智周等三人都说大丈夫除非不做官，否则就要做宰相。孙处约却说：“能做个舍人，在殿中周旋吐纳就可以了。”
贞观元年（627年），授校书郎，奉敕充修梁、陈、周、齐、隋等五個朝代史書。任皇子齐王李祐的记室。李祐失德，孙处约数次上书相谏。又转韩王府记室。十七年（643年），李祐谋反失败伏诛，太宗亲自查验李祐的文书，发现孙处约的谏书，很是赞赏。

### 唐高宗年间
永徽元年（650年），孙处约因考得射策甲科，授著作佐郎，又迁授礼部员外郎，转考功员外郎、弘文馆直学士、骑都尉，又累授守考功郎中、上囗都尉，为瀛州参军、书佐，又入调，当时来济已在吏部任职，说：“如你所愿。”以为通事舍人。迁守给事中、中书舍人，来济降阶劳问其平生。同年，宰相中书令杜正伦奏请再任一名中书舍人，唐高宗答：“孙处约一人就足以办事。为什么还要更多的人？”
显庆三年（658年），诏加朝散大夫、弘文馆学士，其余官职依旧。同年从幸合壁宫。不久迁朝议大夫、司礼少常伯、囗车都尉。
龙朔二年（662年），奏称：“八品、九品旧令著青，乱紫，非卑品所服，望令著碧。”当时未准，但后来诏从之。又授门下侍郎、知军国事囗囗囗兼囗囗台事囗正，三迁为中书侍郎，中书省改称西台后，官职改称西台侍郎。
麟德元年（664年）十二月，被授同东西台三品，为实质宰相。但四个月后，他和同僚乐彦玮都被罢相。当年因事贬司礼少常伯。诏加中大夫。
乾封二年（667年），诏除少司成。
总章元年（668年），皇太子李弘亲临国子监，赐孙处约，绢六十。贞观以来，孙处约奉诏修北周史，续《太宗实录》，兼修国史文馆词林，前后得赐物八百。又因另外奉敕修书，得赐彩七百段。唐高宗还曾作诗面让他和诗。
咸亨元年（670年），因老病请求致仕，获准，皇太子派药藏丞蒋义隆在他家为他治病。
咸亨二年（671年）春，从驾东都，病笃，在河南县囗囗坊家中去世。高宗赐绢布等一百段，粟六十石，降玺书，到他家垂吊。葬于洛州洛阳县清风乡邙山。

## 家人

### 曾祖父
- 孙灵怀，北魏直阖将军，平原内史，安康、清河二郡太守

### 祖父
- 孙士榤，北齐河间王开府行参军、员外将军、直寝侍御史、武邑太守，隋朝陈州司马

### 父
- 孙子起，以明经应举，射策高第，隋朝囗[3]州司法参军亊、司隶从事、襄城郡司囗囗囗[3]，唐朝滍阳、涟水二县令、轻车都尉

### 妻
- 平原郡君陆氏，陆孝友女，出身河南陆氏

### 子
1. 孙侹，嫡子，孙处约生前曾任太子通事舍人，延州刺史、富春男
2. 孙侑，一作孙佑，晚年显达
3. 孙俊，荊府長史、樂安子。孙俊有女（673年—688年5月29日）冥婚孙俊母陆氏之侄宣德郎行忠州参事飞骑尉陆广秀[12]
4. 孙儆，第五子，孙处约生前曾任岐州囗囗[3]县令，后官至济州刺史
5. 孙佺，第六子，孙处约生前官居右骁卫三囗[3]府右果毅都尉，唐睿宗时为左羽林大将军、幽州都督，會稽公，征契丹战殁[13][14]

## 延伸阅读
[在维基数据编辑]
 在维基文库阅读此作者作品
 《舊唐書/卷81》，出自刘昫《舊唐書》
 《新唐書·卷106》，出自《新唐書》